# دوار أولاد سعد
دُوّار أَوْلاَد سَعْد قرية تقع بعمادة عين بومرة بمعتمدية السبيخة بولاية القيروان من الوسط التونسي.